# Theodor Litt

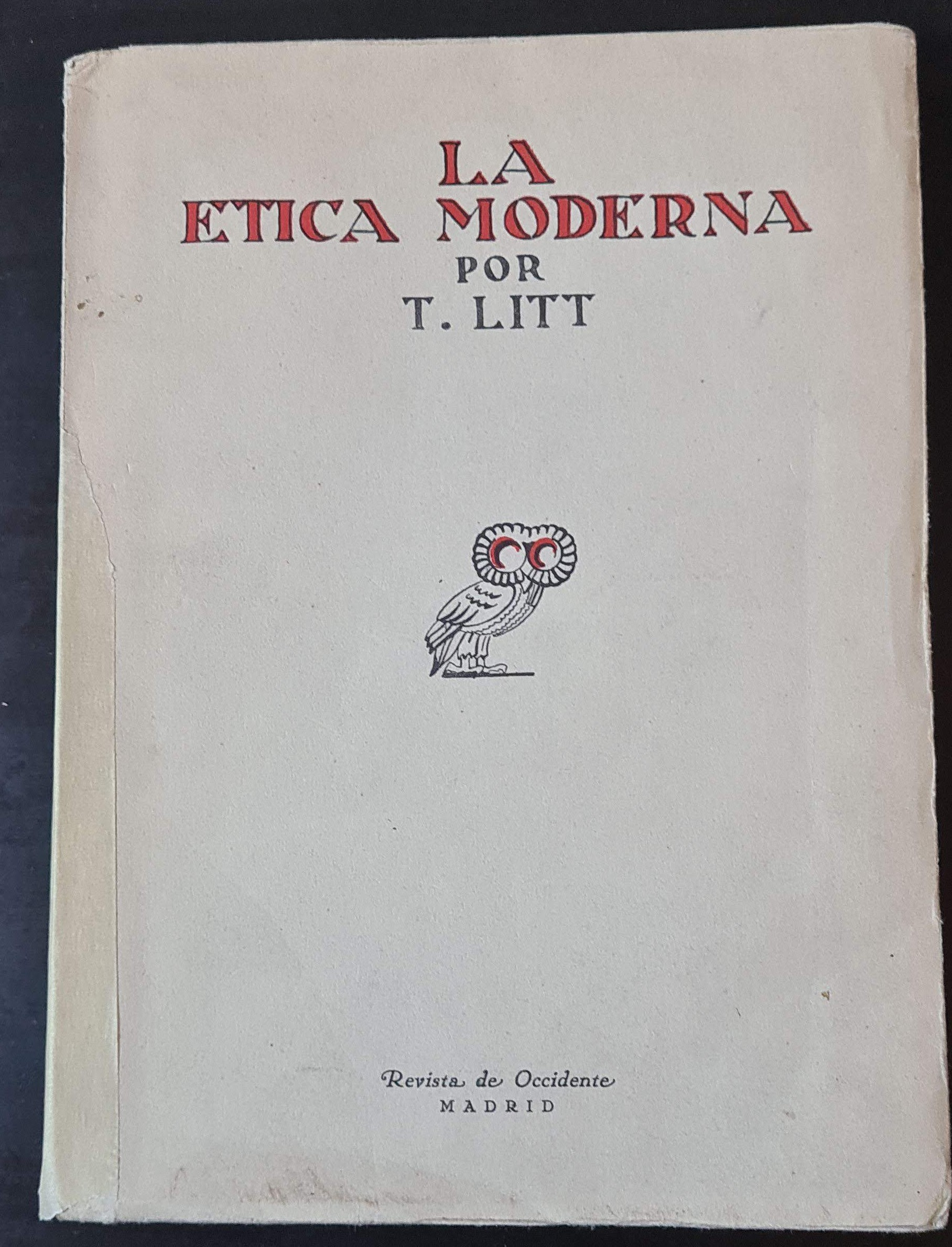
El único libro de Theodor Litt traducido al español

Theodor Litt (27 de diciembre de 1880 - 16 de julio de 1962 en Bonn) fue un filósofo y pedagogo alemán. Desarrolló un enfoque independiente de la filosofía cultural, la antropología filosófica y la pedagogía humanista determinado por la visión dialéctica de la relación del yo con el exterior.
Proyectó estas ideas en una pedagogía cultural que tuvo su punto de partida en la pedagogía progresista de principios del siglo XX y se extendió, a través de su discípulo Wolfgang Klafki, a la discusión sobre la reforma educativa alemana en la década de 1970. Litt se identificó con la República de Weimar y, como rector de la Universidad de Leipzig entró en conflicto con el nacionalsocialismo. Se le prohibió dar conferencias en 1937 y se retiró prematuramente, sin embargo, continuó siendo crítico con la ideología prevaleciente. Después del final de la Segunda Guerra Mundial, no pudo llegar a un acuerdo con la ideología del SED y por lo tanto se trasladó a la Universidad de Bonn, donde fundó el Instituto de Ciencias de la Educación.

## Biografía
Theodor Litt era hijo del profesor de secundaria Ferdinand Litt y sobrino nieto del director de teatro y actor Hermann Litt. De 1890 a 1898, Litt asistió al Humanist St-dtische Gymnasium (hoy Humboldt-Gymnasium Dusseldorf) en Dusseldorf. Luego comenzó una licenciatura en filosofía, historia y filología clásica (con un semestre en Berlín) en la Universidad de Bonn. En Bonn se convirtió en miembro de la asociación de cantantes Makaria, en Berlín de la Junta de Canción Académica en el Sondersh-user Verband. En 1904 se doctoró en filología antigua con una disertación escrita en latín. Un período de cuatro años como profesor de lenguas antiguas e historia en Bonn, Kreuznach y desde 1906 como profesor principal en Colonia en el Friedrich-Wilhelm-Gymnasium fue seguido por un empleo de seis meses como profesor en el Ministerio de Cultura prusiano en Berlín.
Se dice que el interés de Litt por la filosofía y la pedagogía fue desencadenado, entre otras cosas, por el trauma de la Primera Guerra Mundial. Ya en 1919, la Universidad de Bonn nombró a Litt como profesor asociado de pedagogía. En La ética moderna, Litt repasó La situación filosófica al terminar la Edad Media para terminar hablando de la renovación filosófica de Lotze, Wundt, Los neokantianos, Nietzsche, La filosofía de la cultura y la fenomenología. Además de Ernst Troeltsch, Ernst Cassirer y Georg Simmel, Litt se convirtió en miembro de la Escuela de Filosofía Social de Leipzig. En 1920 sucedió a Eduard Spranger, quien se trasladó a la Universidad de Berlín, en la cátedra de filosofía y pedagogía en la Universidad de Leipzig, donde trabajó hasta 1937 como profesor universitario y rector (1931-1932).
En 1927, Litt abordó sus problemas pedagógicos en la obra Leading or Growing. Su rechazo a ideologías irrazonables, organológicas y románticas, así como su pretensión de respeto por el ser humano adolescente y en desarrollo, condujo a la hostilidad de los nacionalsocialistas. En su discurso inaugural como rector de la Universidad de Leipzig en 1931, abogó por la preservación de una universidad independiente. Para Litt, el gobierno nazi inició el final de su primer período creativo de 1919 a 1937. No se inclinó ante el régimen que atacó su postura antinazi. En el Día de la Asociación Universitaria en octubre de 1932, Litt propuso una declaración de los profesores universitarios contra el movimiento nacionalsocialista. Aunque Litt es mencionado entre los firmantes de la confesión de los profesores en las universidades y colegios alemanes a Adolf Hitler y el estado nacionalsocialista del 11 de noviembre de 1933 y en 1934, sus conferencias fueron severamente interrumpidas y la Universidad de Leipzig fue incluso cerrada temporalmente. En 1936, Litt hizo su última conferencia en Viena porque las autoridades nazis impusieron la prohibición de sus conferencias. De regreso a Leipzig, exigió su jubilación anticipada, que fue en 1937.
Sin embargo, Litt no se disuadió de publicar el pequeño libro El espíritu alemán y el cristianismo en 1938. En ella, criticó la obra antisemita de Alfred Rosenberg El mito del siglo XX, en la que abogó por una religión para reemplazar el cristianismo. Litt fue bien recibido por los fieles cristianos, y la edición relativamente grande se quedó inmediatamente sin imprenta. Pero Litt se sintió decepcionado por el rechazo de sus colegas, que pertenecían a la pedagogía humanista, como Eduard Spranger y Wilhelm Flitner, que permanecieron principalmente en sus sillas durante la época del nacionalsocialismo a pesar del acuerdo con la crítica de Litt. Sólo Herman Nohl fue despedido del cargo en 1937. Cuando a Litt también se le prohibió dar conferencias en la Academia Sajona en 1944, se retiró por completo.
El segundo período creativo de Litt comenzó en 1945. Por recomendación de Ernst Cassirer, se le asignó la tarea de reforma democrática en la Universidad de Leipzig. Aunque Litt enseñó de nuevo en 1946, después de una conferencia sobre la importancia de la teoría pedagógica para la formación del profesor en Berlín Oriental, entró en conflicto con el Partido Socialista Unificado de Alemania (SED) y se hizo cargo de la cátedra de filosofía y pedagogía en la Universidad de Bonn. Litt fundó y permaneció como miembro de la junta del Instituto de Ciencias de la Educación hasta su muerte. Sus numerosas conferencias, como la autocrítica en la cultura moderna o la ética política y la pedagogía, resonaron igual de bien su libro The Political Self-Education of the German People, que dio lugar a la apertura de una serie de publicaciones del Centro Federal de Educación Política. En 1962, se publicó el último libro de Litt Freedom and the Order of Life, que de nuevo se ocupó de su confrontación con las formas totalitarias de poder y sus teorías políticas.

## Posición filosófica

### Mentalidad dialéctica
Como filósofo, Theodor Litt fue fuertemente influenciado por la dialéctica, que fue determinada por su compromiso con Kant y Herder por un lado y Hegel por el otro. Al igual que Eduard Spranger, Herman Nohl, Wilhelm Flitner y Erich Weniger, se le considera parte del campo de la pedagogía humanista. Él mismo describió su posición como pedagogía cultural. Pensadores como Georg Simmel, Wilhelm Dilthey y Edmund Husserl también influyeron en su visión filosófica del mundo. Jonas Cohns en Teoría de la dialéctica lo inspiró a examinar dialécticamente los problemas de la pedagogía. Pero para Litt, no era necesario un examen crítico de las contradicciones con el propósito de la educación, sino que la dialéctica se manifiesta en la antonomía del individuo y de la comunidad, en la antonomía de la razón y la vida, y en la yuxtaposición de la mente subjetiva (persona) y la mente objetiva (diseño objetivo de la mente).
Con su forma dialéctica de pensar, Litt tenía como objetivo eliminar los puntos de vista unidimensionales y su credibilidad en un contexto integral. Procedió a pensar racionalmente, al contrario y al mismo tiempo dialéctico y concibió una extensa filosofía cultural (individual y comunitaria), así como una antropología filosófica (hombre y mundo). Trató de reunir el contraste fundamental entre el reconocimiento y la vida en una integridad ordenada a través de la visión general de la interpretación de las ideas. El enfoque didáctico de Litt para apoyar las humanidades, pero sobre todo la educación histórica, con referencia a la tecnología, la ciencia y el mundo del trabajo, fue seguido por la ciencia educativa "libre" de Wolfgang Klafki y la reforma educativa de la década de 1960. La teoría social de Talcott Parsons también está entrenada en ello.

### La historia como una situación cultural total
El hombre debe ser visto en el contexto histórico. Por historia Litt entendió no sólo el pasado, sino también la historia futura moldeada por el pueblo. Definió la historia como una "situación cultural entera", que significa la totalidad de lo que las personas han creado en una comunidad a través del pensamiento, la acción y la producción. La historia es historia cultural en el sentido del mundo espiritual. La educación bajo esta condición es "acción que por su propia naturaleza se dirige hacia el contexto del mundo de la sociedad humana, es decir, el mundo espiritual". Sin embargo, esta totalidad asumida no está presente en el mundo. Se encuentra, característica de la situación cultural general, más bien desigualdades, disyunciones y diversidad. Lo que ya existe en el mundo es la convivencia separada. Las acciones humanas difieren en su intención y propósito y, por lo tanto, coexisten por separado.

### Contradicción en la estructura dialéctica básica
Mediante la creación de síntesis, las tensiones y las contradicciones se pueden remediar. Estas tensiones no son un concepto concebido por la mente, sino una estructura real y antinómica de los seres humanos. La causa de la incoherencia, para el antinomico en la psique humana reside en la estructura básica dialéctica del ser humano. La estructura básica dialéctica no puede ser corregida desde el exterior por medidas psicológicas. Estos pueden, a lo sumo, arrojar luz sobre esta contradicción, pero no sobre cómo el individuo es capaz de lidiar con la Ilustración. En la educación de un niño, la resolución de las tensiones dialécticas no es factible, porque las tensiones están unidas al educador y no puede salir de ellas. Litt, sin embargo, no vio la solución a las tensiones e incoherencias inherentes al hombre en el crecimiento natural, especialmente porque este crecimiento tendría que basarse en la suposición de que el desarrollo era apropiado y significativo desde el principio.

### Elevación de la tensión
Hay una brecha entre la existencia espiritual humana y la existencia orgánica. La naturaleza no corresponde a "debería" y significado. La naturaleza no busca eliminar las contradicciones. Más bien, este es el deseo ficticio de los hombres, porque su espíritu exige vivir en armonía con "todo lo que es", y porque busca la perfección armoniosa. El espíritu humano exige la eliminación de las contradicciones a través del trabajo mental independiente. Según Litt, la existencia de la educación sólo puede entenderse con respecto a su "debería". Este "debe" es la síntesis que debe producirse para reconocer las contradicciones y aceptarlas como el producto del espíritu humano, que pretende controlar y reconciliar las contradicciones a través del esfuerzo espiritual. La fusión de polos opuestos es posible para el espíritu humano, porque también provienen de él.

### Hombre y Mundo
Litt hizo hincapié en la importancia del individuo: Yo y el mundo dependemos el uno del otro y estamos en un proceso de desarrollo mutuo. Litt criticó la interpretación unidimensional de Hegel, que proyecta al individuo en las sombras. Los contenidos objetivos deben incluirse en la vida del sujeto respectivo para ser útiles. El término tradición es inseparable del de la individuación. "Humano" y "Mundo" interactúan entre sí y se encuentran en una tensión dialéctica positiva entre sí, en la que los dos trabajan juntos. A través de este "procesamiento" recíproco ambos se forman entre sí. El hombre forma en su definición de sí mismo, y el mundo como la totalidad de los contenidos espiritual-social-históricos en su virtuosa elevación de las reivindicaciones, que es respetada y fortalecida.
"Lo que, como costumbre, moralidad, ley regula el tratamiento de los camaradas, lo que, como objetivo de voluntad perseguido conjuntamente, dirige sus acciones, que, como certeza creyente, eleva sus mentes por encima de la deriva de la tierra: todo esto se combina en una estructura de responsabilidades en la que la arbitrariedad del individuo encuentra su límite."
– Theodor Litt: Hombre y Mundo
La ciencia, el mundo laboral y la tecnología se llaman el mundo e interactúan con los seres humanos. El hombre forma y crea el mundo y por lo tanto tiene un "carácter de construcción del mundo". Las áreas agrupadas como el mundo son "poderes formadores".

## Posición educativa

### Ideales educativos
Para Litt no hay un diseño ideal de la educación. Sin embargo, hay encabezados educativos como la religión, la ciencia, el arte y la moral, que siguen siendo inviolables en su carácter educativo. Es característico de la sociedad querer crear un ideal de educación para proteger cierto contenido de la educación de la crítica. Esta tendencia es inapropiada y cuestionable. Por otro lado, es otra cosa buscar las construcciones del espíritu por su propio bien y anunciar en puro olvido su significado y propósito. La educación también puede ser eficaz sin un ideal de educación. Sin un diseño ideal, tiene como objetivo la autoconsticación del sujeto para llegar a sí mismo, por el hombre trabajando su camino a través de su forma real de existencia y por lo tanto haciéndose reconocible. La educación de los seres humanos no puede deducirse de ningún ideal de educación. Es lo mismo con el espíritu que es o no lo es. Para dar forma al yo que es consciente, es necesario discutir el mundo dado individualmente. La educación no debe seguir una imagen ideal, ya sea de la religión o de la política, para hacerla útil. Por otro lado, el espíritu libre de pensar que quiere venir a sí mismo en el mundo se compromete con la educación y la formación. Depende de la educación formar el espíritu de pensamiento libre a través de la iluminación crítica del mundo.

### Bienes culturales y educativos
Litt destaca la importancia de la selección de contenidos educativos. Ningún contenido educativo puede reclamar validez general por sí mismo, porque su relevancia se mide por ciertos contextos de vida de la cultura respectiva. La pedagogía debe tratar de pasar de un conjunto de realidades culturales a los distintos ámbitos de la cultura para incorporar una estructura a los espacios culturales y los bienes culturales y clasificarlos según la importancia. Sin embargo, este enfoque sigue ignorando las decisiones fundamentales sobre el patrimonio cultural y educativo. Para el espectador, un bien cultural puede tener un gran significado, pero sin ser relevante para la educación. No hay reunión de bienes culturales y educativos. Para que los bienes culturales se demuestren a sí mismos como bienes educativos, deben encajar en el movimiento interior del todo vivo y estar relacionados con todo el desarrollo juvenil del alma. Deben estar en línea con las cosmovisión de los jóvenes. Una vez seleccionados los productos educativos apropiados, todavía deben aclararse, para un grupo objetivo previsto con una mentalidad similar.

### La tarea de la educación
La educación enseña a las personas a mantenerse a sí mismas y a su relación en orden. El hombre obtiene un mejor enfoque para lograr esto. El trabajo tiene un efecto positivo en las personas con su objetividad. Esta transferencia de vida hace posible que el hombre se alinee con el orden inherente al trabajo para crecer humanamente a través del trabajo. Litt pone en práctica la pedagogía de la sociedad. Incluso la familia más funcional ya no podía proporcionar el rendimiento que era concebible en los días de Pestalozzi o Diesterweg por la capacidad del adolescente para dominar con éxito la vida cotidiana. La escuela está constantemente asumiendo nuevas tareas con el fin de asegurar y apoyar la idoneidad para la vida cotidiana y la auto-responsabilidad del adolescente. La separación de la educación y la vida adulta (mundo laboral) ya no es concebible. Los niños también experimentarían las limitaciones del mundo de los adultos desde el jardín de infancia.

### Valores Educativos y Vitales
El joven debe ocuparse de las condiciones clásicas y los bienes culturales con carácter educativo de "importancia atemporal", porque estos son los valores educativos reales. Además de los valores educativos reales, la escuela también debe tener en cuenta y relacionarse con las demandas reales de la vida, los requisitos sociales. Esto significa que los llamados valores vitales tienen la misma importancia que los valores educativos. Se produce una relación de tensión entre los dos valores, que sigue siendo incompatible, ya que no se puede destrozar y soportar así.

### Democratización de la juventud
Litt también pide que las controversias políticas diarias se mantengan fuera de clase. La escuela no debe ser mal utilizada para fines políticos partidistas. Por otra parte, subraya la importante consolidación del carácter "joven" a través de la espiritualidad y la moralidad. A pesar del rechazo de Litt a la entidad política y escolar, aboga por la educación hacia la democracia. Un sistema escolar en funcionamiento se demuestra por la consistencia. La escuela debe distanciarse del clima general, intelectual y cultural, para no caer en la falsa creencia de que tiene que responder a las controversias políticas. La escuela es de carácter conservante porque es capaz de transmitir la "solidaridad educativa de las generaciones" y está comprometida con la permanencia incluso en tiempos de cambio.

### Críticas al sistema escolar único
Litt aboga por el sistema escolar estructurado y rechaza categóricamente la escuela unitaria. Litt también está a favor de las escuelas secundarias con sus respectivos contenidos básicos. La tarea de las escuelas secundarias es proporcionar a los alumnos de alto rendimiento una educación exigente. La diversidad de la formación ofrecida en las escuelas superiores es muy limitada en las escuelas profesionales, ya que uno sigue siendo un experto en un campo y la educación general, que también incluye el aprendizaje de competencias sociales y mentales básicas, se descuida. Esto significa que la escuela vocacional tiene la tarea de abrirse y conectarse con áreas básicas de existencia. Debe situar la cultura y la historia en un contexto que se adapte al sector profesional respectivo. La comprensión y el respeto también deben ser aspectos importantes de la tarea educativa en estas escuelas, ya que estos son puntos centrales para prevenir violaciones flagrantes y masivas de derechos humanos.

### Influencia educativa en el aula
Para Litt, la "enseñanza" y la "educación" están interrelacionadas, porque un aspecto educativo siempre está incluido en la enseñanza. El efecto pedagógico es decisivo para la enseñanza adecuada y coherente, que prevé la educación para la adencimiento, la ética de trabajo y el cumplimiento de los deberes. A Litt le resulta ventajoso que los valores anteriores sean transmitidos por los profesores sin tener una influencia directa en los alumnos en su sentido, ya que cada profesor tiene un resplandor educativo diferente y formas de verlos. Además de la interdependencia recíproca de "enseñanza" y "educación", también hay uno para "intelecto" y "carácter" o "conocimiento" y "educación". "Conocimiento" es siempre una evaluación de la situación, y el devenir del conocimiento y la conciencia es un requisito previo para que la acción corresponda al conocimiento (fe).

### Tareas de los profesores
Aunque Litt cree que hay educadores nacidos que están intrínsecamente dotados de talento educativo sobresaliente; sin embargo, la mayoría de los educadores necesitan aprender ciertas herramientas y métodos educativos. En el sentido más estrecho, esto significa la consistencia y determinación de la forma pedagógica y el conocimiento absoluto de los métodos de enseñanza. Además, Litt aboga por lo metódico, porque los procedimientos sistemáticos y planificados no dejan lugar a construcciones defectuosas. Además de los conocimientos metodológicos, la teoría pedagógica debe enfatizarse como un requisito para el profesor, incluso si no tiene nada que ver con la implementación práctica en sí. Más bien, debe enseñar un "sentido histórico de la ubicación "que los maestros deben usar para facilitar a los alumnos la navegación de los asuntos mundiales. Por el sentido histórico de la ubicación Litt también entiende la "inmensidad del horizonte espiritual". Permite al maestro representar convincentemente los "poderes espirituales cuya supresión lo enfrenta como el contenido de sus. Además, se le da la competencia para examinar y enfrentar escrupulosamente los fenómenos contemporáneos. La teoría pedagógica también tiene la tarea de dar al aspirante a maestro un sentido de su autodeterminación pedagógica, que se basa en la libertad interior y un sentido del deber. Un buen maestro puede ser reconocido por el hecho de que tiene autocontrol, no para tomar partido, pero es capaz de lidiar con cuestiones contenciosas y cuestiones centrales de la vida en un nivel de unidad. Tratar de penetrar e influir en la escuela ideológicamente es un peligro para Litt.

### Agencia de subvenciones
Es un error privar a los estudiantes de la oportunidad de tomar decisiones sobre su visión personal del mundo tratando de capturarlos temprano para aquellos de la generación educativa. En cambio, tienen la oportunidad de dar forma a su propia visión del futuro. Esto requiere tolerancia del maestro y una doma de sus propios ideales e ideas. De esta manera, también logra conectar a los estudiantes con la cultura objetiva y actuar como mediador entre "yo" y "mundo" para que el proceso educativo conduzca a la materia a través de la persona. El maestro tiene el deber de acercar las calificaciones objetivas a sus alumnos. La educación sólo sirve a su propósito si, además del "crecimiento" de la persona-a-ser, el liderazgo también se considera como parte del proceso educativo. Observar la dirección del desarrollo de un niño y satisfacer sus necesidades y preferencias y promover sus intereses es, como una sola "medida educativa", retrógrada y en ningún caso suficiente para la persona que debe ser. "Yo" y "Mundo" están en un proceso de desarrollo recíproco y el examen de contenido objetivo, de edad y relacionado con el talento es fundamental para el proceso de encarnación.

## Honores
- Miembro de la Orden de Pour le Mérite, Clase de Paz (1952)
- Gran Cruz al Mérito con Estrella (20 de diciembre de 1955)
- Condecoración austriaca de honor para la ciencia y el arte (1958)
- Gran Cruz al Mérito con estrella y banda de hombro (27 de diciembre de 1960)
- Doctor honoris causa por la Universidad de Múnich

## Obras

### Publicaciones
- Historia y vida. De las tareas educativas de la enseñanza histórica y linguística. Leipzig/Berlín 1918; del 2o, cambiado con el subtítulo Problemas y objetivos de la educación cultural.
- La ética moderna. Leipzig/Berlín 1919; desde el 2o, completamente rediseñado 1924 con el subtítulo Fundación Básica de la Filosofía Cultural; 3., reelaborado. 1926.
- Conocimiento y vida. Estudios sobre la estructura, los métodos y la profesión de la ciencia. Leipzig/Berlín 1923.
- La filosofía del presente y su influencia en el ideal de la educación. Leipzig/Berlín 1925.
- Posibilidades y límites de pedagogía. Tratados sobre la situación actual de la educación y la teoría de la educación. Leipzig/Berlín 1926.
- Liderar o crecer. Un debate sobre el problema pedagógico básico. Leipzig/Berlín 1927.
- Ciencia, educación, cosmovisión. Leipzig/Berlín 1928.
- Kant y Herder como intérpretes del mundo espiritual. Leipzig 1930.
- Introducción a la filosofía. Leipzig/Berlín 1933.
- El autoconocimiento del hombre. Leipzig 1938.
- El espíritu alemán y el cristianismo. De la naturaleza del encuentro histórico. Klotz, Leipzig 1938, DNB 57463567X; Después. como una edición comunitaria: Fischer, Norderstedt; Leipziger Univ.-Verlag, Leipzig 1997, ISBN 3-926049-15-4 e ISBN 3-931922-55-3.
- El general en la construcción del conocimiento de las humanidades. Leipzig 1941.
- Historia y responsabilidad. Wiesbaden 1947.
- Pensar y ser. Stuttgart/Zúrich 1948.
- Hombre y mundo. Líneas básicas de una filosofía de la mente. Múnich 1948.
- Poder y moralidad del Estado. Múnich 1948.
- Caminos y aberraciones del pensamiento histórico. Múnich 1948.
- La historia y lo superhistórico. Hamburgo 1949.
- Historia y Filosofía de la Historia. Múnich 1950.
- Hombre antes de la historia. Bremen 1950.
- Ciencia y educación humana. Heidelberg 1952.
- Hegel. Intento de renovación crítica. Heidelberg 1953.
- El ideal educativo de la música clásica alemana y el mundo moderno del trabajo. Bonn 1955.
- El renacimiento de la conciencia histórica. Heidelberg 1956.
- Pensamiento técnico y educación humana. Heidelberg 1957.
- Leibniz y el presente alemán. Wiesbaden 1947.
- Ciencia y educación humana a la luz de la oposición Este-Oeste. Heidelberg 1958.
- Libertad y orden de vida. Sobre la filosofía y la pedagogía de la democracia. Heidelberg 1962.
- Educación y cultura. Pequeños escritos pedagógicos 1918-1926. Editado por F. Nicolin, Bad Heilbrunn 1965.

### Ensayos
- La escuela secundaria y el problema de la escuela única. En: Diario mensual para escuelas secundarias. 18 (1919), pp.
- Hegel y las tareas de la juventud alemana. En: Líderes juveniles y problemas juveniles (publicación conmemorativa sobre el 70 cumpleaños de Georg Kerschensteiner). Editado por Aloys Fischer, Eduard Spranger. Leipzig/Berlín 1930.
- El concepto de Hegel de "espíritu" y el problema de la tradición. En: Estudio Generales. Volumen 4. Springer, 1951, pp.
- Principios rectores para establecer un sistema realista de educación superior. En: Educación 5 (1952), págs. 241-244.
- La formación de personajes tiene lugar antes de la formación del conocimiento. En: Verdades pedagógicas y medias verdades iluminadas críticamente (celebración de Wilhelm Flitner en su 70 cumpleaños). Editado por Eduard Spranger. Quelle & Meyer, Heidelberg 1959, DNB 455347247, pp. 41-67

- Datos: Q104267
- Multimedia: Theodor Litt / Q104267